# Toftir
Toftir è una piccola città di poco meno di 800 abitanti nelle Isole Fær Øer. Si trova nel comune di Nes, sull'isola di Eysturoy.
Nel 1980 l'area del lago Toftir fu la prima dell'arcipelago a diventare riserva naturale e nel 2006 la municipalità di Nes, in collaborazione con la vicina municipalità di Runavík, si è unita ad un network di autorità dei paesi scandinavi con l'obiettivo di fermare la perdita di biodiversità nelle diverse aree.
È importante dal punto di vista sportivo perché vi si trova lo stadio Svangaskarð che, con 6.000 posti a sedere è lo stadio più capiente delle Fær Øer. All'interno dello Svangaskard la nazionale ha disputato le proprie partite sino all'inaugurazione dello Stadio Gundadalur. Oggi è sede degli incontri del B68 Toftir, che è la squadra della città.

## Storia
La fondazione di Toftir risale al periodo del Landnám. Secondo quanto si tramanda localmente, soltanto una donna sopravvisse alla pandemia di peste nera (1348 - 1350) che lasciò il paese in rovina. Il nome del paese, Toftir, significa per l'appunto rovine. Alcune tradizioni riportano che precedentemente il nome del paese fosse Hella, ovvero pendenza, con riferimento al fianco collinare su cui il paese è costruito.

## Sport

### Calcio
La squadra principale della città è il B68 Toftir.